# Закон України «Про благодійну діяльність та благодійні організації»
Закон України «Про благодійну діяльність та благодійні організації»— нормативно-правовий акт, Закон України, що визначає загальні засади благодійної діяльності та діяльності благодійних організацій в Україні, забезпечує правове регулювання відносин у суспільстві, спрямованих на розвиток благодійної діяльності, утвердження гуманізму і милосердя, забезпечує сприятливі умови для утворення і діяльності благодійних організацій. Ухвалений Верховною Радою України 5 липня 2012 року (закон № 5073-VI); набрав чинності 3 лютого 2013 року. 
Головними перевагами цього Закону є визначення і деталізація термінів: благодійна діяльність - добровільна особиста та/або майнова допомога для досягнення визначених цим Законом цілей, що не передбачає одержання благодійником прибутку, а також сплати будь-якої винагороди або компенсації благодійнику від імені або за дорученням бенефіціара;
благодійник - дієздатна фізична особа або юридична особа приватного права (у тому числі благодійна організація), яка добровільно здійснює один чи декілька видів благодійної діяльності;
Визначення цих термінів надає можливості більш ширшого використання положень Закону та створює відповідні умови для здійснення і проведення благодійних заходів. 

## Зміст
Закон України «Про благодійну діяльність та благодійні організації» містить такі розділи:
- I. Загальні положення.
- II. Благодійна діяльність
- III. Благодійні організації.
- IV. Управління благодійними організаціями.
- V. Представництва, філії іноземних благодійних організацій.
- VI. Державне регулювання благодійної діяльності.
- VII. Прикінцеві положення.

## Історія
Проєкт Закону був зареєстрований у Верховній Раді України 26 квітня 2010. Ініціатор законопроєкту — народні депутати України Юлія Льовочкіна, Олександр Фельдман, Олег Зарубінський та Леся Оробець
05 липня 2012 року текст прийнятий Верховною Радою України як Закон України № 5073-VI «Про благодійну діяльність та благодійні організації», а 30 липня 2012 року підписаний Головою Верховної Ради Володимиром Литвином. Закон було направлено президенту на підпис 31 липня 2012 року, але Закон підписаний президентом Віктором Януковичем 29 січня 2013 року. Президент Янукович порушував Конституцію, не підписуючи закон впродовж тривалого часу, і при цьому не застосовуючи вето.